# La Course à la mort de l'an 2000
Pour les articles homonymes, voir Death Race.
Série Death Race
La Course à la mort de l'an 2050
(2017)
Pour plus de détails, voir Fiche technique et Distribution.
La Course à la mort de l'an 2000 ou La course contre la mort au Québec (Death Race 2000) est un film américain réalisé par Paul Bartel, sorti en 1975. Il est inspiré de la nouvelle Le Pilote (The Racer), d'Ib Melchior, publiée en 1956. Le film est ressorti en salles en France sous le titre Les Seigneurs de la route.

## Synopsis
En l'an 2000, Monsieur Président, chef du Parti Unique Bipartisan, règne en maitre sur l'ensemble des Provinces Unies d'Amérique, après le krach mondial de 1979. Depuis 20 ans, l'événement sportif majeur est la course automobile transcontinentale. Ce spectacle, très médiatisé, voit cinq bolides partant de la côte est des États-Unis pour rejoindre New Los Angeles en Californie, en passant par Saint-Louis (Missouri) puis par Albuquerque (Nouveau-Mexique). Chaque participant marque un maximum de points en écrasant des piétons. Chaque voiture est décorée et conduite par un couple pilote-navigateur assorti : le taureau du Midwest par Calamity Jane (Mary Woronov), le lion romain par Néron, la fusée nazie par Matilda, etc. Les concurrents les plus sérieux sont cependant « Mitraillette » Joe Vitarbo (Sylvester Stallone) et surtout Frankenstein (David Carradine), rescapé multi-greffé des courses précédentes. Celui-ci a une nouvelle navigatrice, toutes les autres étant mortes. Des opposants, l'Armée de la Résistance, sont menés par Thomasina Paine (descendante du héros révolutionnaire Thomas Paine). Ils se préparent à saboter la course.

## Fiche technique
Sauf indication contraire, les informations mentionnées dans cette section peuvent être confirmées par la base de données cinématographiques IMDb,  présente dans la section « Liens externes ».
- Titre français : La Course à la mort de l'an 2000
- Titre québécois : La course contre la mort
- Titre français alternatif : Les Seigneurs de la route (ressortie en salles en France)[1]
- Titre original : Death Race 2000
- Réalisation : Paul Bartel
- Scénario : Robert Thom et Charles B. Griffith, d'après la nouvelle Le Pilote d'Ib Melchior
- Musique : Paul Chihara
- Photographie : Tak Fujimoto
- Montage : Tina Hirsch
- Direction artistique : Beala Neel et Robin Royce
- Costumes : Jane Ruhm
- Son : Ben Burtt (non crédité)
- Production : Roger Corman
  - Producteur associé : Jim Weatherill
- Société de production : New World Pictures
- Distribution : New World Pictures (États-Unis)
- Budget : entre 300 000 et 500 000 dollars[2],[3]
- Pays de production :  États-Unis
- Langues originales : anglais, espagnol
- Format : Couleurs Metrocolor - 1,85:1 - son mono - 35 mm
- Genre : action, science-fiction, road movie, dystopie
- Durée : 80 minutes
- Date de sortie : 
  - États-Unis : 30 avril 1975
  - France : 16 juin 1976, ressortie le 25 juillet 1984
- Interdit aux moins de 16 ans lors de sa sortie en salles en France[4]

## Distribution
- David Carradine (VF : Edmond Bernard) : Frankenstein
- Sylvester Stallone (VF : Bernard Murat) : « Mitraillette » Joe Viterbo (« Machine Gun » Joe Viterbo en VO)
- Simone Griffeth (en) (VF : Monique Thierry) : Annie Smith
- Louisa Moritz : Myra
- Mary Woronov : Calamity Jane
- Roberta Collins (en) (VF : Béatrice Delfe) : Matilda Attila
- Harriet Medin (VF : Paula Dehelly) : Thomasina Paine
- Don Steele (VF : Dominique Paturel) : Junior Bruce
- Joyce Jameson (VF : Paule Emanuele) : Grace Pander
- Martin Kove (VF : Jacques Ferrière) : Ray Lonigan, dit Néron (Ray « Nero the Hero » Lonagan en VO)
- Carle Bensen (VF : Jacques Berthier) : Harold
- Sandy McCallum (VF : Francis Lax) : Monsieur Président
- Vince Trankina (VF : Michel Paulin) : le lieutenant Fury
- William Shephard (VF : Marc François) : Pete
- Leslie McRay : Cléopâtre (Cleopatra en VO)
- Bill Morey : Deacon
- Fred Grandy : Herman
- John Landis : un mécanicien (caméo)
- Charles B. Griffith : un membre de l'armée de la résistance (non crédité)

## Production
Roger Corman souhaite profiter de l'impact du film à venir Rollerball avec un film de sport futuriste. Il acquiert les droits de la nouvelle Le Pilote (The Racer) d'Ib Melchior. Roger Corman écrit lui-même le premier jet. Il le trouve cependant beaucoup trop sombre. Robert Thom est alors chargé d'écrire le script. Cependant, le réalisateur Paul Bartel trouve que le scénario n'est pas réalisable. Charles B. Griffith retravaille alors le script.
Le rôle de Frankenstein est proposé à Steve McQueen, qui trouve le film ridicule. Le rôle revient finalement à David Carradine.
Roger Corman choisit Sylvester Stallone, peu connu à l'époque, après l'avoir vu dans Les Mains dans les poches (1974). L'acteur participe également à l'écriture de certains de ses dialogues.
Le tournage se déroule d'octobre à décembre 1974. Il a lieu en Californie : notamment à Indian Dunes, La Crescenta, Glendale, vallée de San Fernando, Los Angeles (Los Angeles Center Studios), le désert des Mojaves et Ontario. Mary Woronov, qui interprète Calamity Jane, ne sachant pas conduire au moment du tournage, un pilote conduisait à sa place.

## Sortie et accueil

### Réception critique
À sa sortie, le film reçoit des critiques plutôt négatives. Lawrence Van Gelder de The New York Times écrit notamment que le film « n'a rien à dire ». Dans la critique de Variety, le film est décrit comme « cartoonesque mais assez divertissant, avec d'assez bonnes scènes d'action et plein d'humour noir ». Gene Siskel du Chicago Tribune donne au film la note de 1⁄4 et écrit notamment « peut-être le film le plus bizarre et le plus lugubre que j’ai vu ces cinq dernières années ». Kevin Thomas du Los Angeles Times écrit une critique positive et voit « un petit film d'action avec de grandes idées ». Il souligne également la performance de David Carradine.
Le célèbre critique américain Roger Ebert donne au film la note minimale de zéro, critiquant la violence notamment envers les enfants. Cependant, durant une chronique sur Fast and Furious (2001) dans l'émission Ebert & Roeper and the Movies, Rogert Ebert présente notamment le film comme faisant partie « de la grande tradition des films d'été de drive-in ». S'il réhabilite un peu le film, Roger Ebert maintient sa note,.
Sur l'agrégateur américain Rotten Tomatoes, il récolte 83% d'opinions favorables pour 35 critiques et une note moyenne de 6,65⁄10.
Le film atteint ensuite le statut de film culte, parfois même jugé supérieur à Rollerball.

### Box-office
Côté box-office, le film aurait rapporte 4,8 millions de dollars aux États-Unis selon le magazine Variety.
En France, le film sort à l'été 1976 avec 33 909 entrées lors de sa première semaine d'exploitation. Deux mois plus tard, il totalise 198 297 entrées. C'est grâce aux ressorties du film, notamment en 1984 sous le titre Les Seigneurs de la route, qui permet de cumuler 925 800 entrées toutes exploitations en septembre 1984. Finalement, il totalise 1 039 399 entrées.

## Analyse
Le film sort en 1975, la même année que Rollerball de Norman Jewison. Les deux films s'inscrivent dans une période pessimiste aux États-Unis (choc pétrolier de 1973, guerre du Viêt Nam, scandale du Watergate, etc.). Situé dans un futur proche, La Course à la mort de l'an 2000 montre une société dans laquelle un événement sportif ultra-violent aide les gouvernants à diriger le peuple, abreuvé de violence. Le film est ainsi par ailleurs une critique des événements sportifs à forte audience et de jeux télévisés déviants et bien sûr des médias.

## Héritage

### Suite et adaptations cinématographiques
Un remake est réalisée par Paul W. S. Anderson. Course à la mort (Death Race) sort en 2008. Jason Statham reprend le rôle de Frankenstein et Tyrese Gibson celui de « Machine-Gun » Joe. David Carradine y fait une apparition vocale clin d’œil. Il connaitra trois suites sorties directement en vidéo : Death Race 2 (2011), puis de Death Race: Inferno (2013) et Death Race: Anarchy (2018).
Après ces remakes, Roger Corman décide de produire une véritable suite, La Course à la mort de l'an 2050, sortie en 2017.

### Bande dessinée
La bande dessinée Les Seigneurs de la route : l'ultime course à la mort, publiée en juin 2015 par Wetta WorldWide, donne une suite au film.

### Jeux vidéo
Un jeu vidéo Death Race est édité en 1976 par Exidy. Le jeu provoque dès sa sortie une forte controverse en raison de sa violence
Par ailleurs, le film a également inspiré les créateurs du jeu vidéo Carmageddon (1997), lui aussi très controversé. Cependant, le genre du jeu de course, notamment dans sa branche arcade, a proposé bien d'autres titres où, à l'image du film, tous les coups sont permis, des simples coups de parechocs aux armes lourdes, comme dans Blur, Split/Second Velocity, Hot Wheels Turbo Racing. On peut aussi citer Destruction Derby (entièrement tourné vers la destruction), FlatOut ou dans une moindre mesure MotorStorm. La plus connue des licences mélangeant action et course reste Burnout, basé sur la vitesse et les crashes, où l'agressivité envers ses adversaires est une clé pour remporter les courses.

## Distinction
- Festival international de Paris du film fantastique et de science-fiction 1975 : Licorne d'or pour Paul Bartel